# The Thomas Crown Affair (1968)
The Thomas Crown Affair is een Amerikaanse misdaadfilm uit 1968 onder regie van Norman Jewison.
De film is een mengsel tussen misdaadfilm en romantische thriller. The Thomas Crown Affair was destijds een weergaloos succes en groeide uit tot een legendarische klassieker. De reden voor deze waardering lag waarschijnlijk aan het enthousiaste spel van Steve McQueen en Faye Dunaway, ook werd de film geprezen vanwege zijn strak geklokte montage. Beroemd is bijvoorbeeld de montage tijdens de schaakscène. Eveneens beroemd is het veelvuldige gebruik van schermopdeling in een aantal scènes.
De film is ook bekend geworden om z'n jazzy filmmuziek en het psychedelische nummer The Windmills of Your Mind; dit nummer kreeg een Academy Award voor Beste Originele Nummer.
The Thomas Crown Affair werd in 1999 opnieuw verfilmd. Zie hiervoor The Thomas Crown Affair (1999).

## Rolverdeling
| Acteur         | Personage         |
| -------------- | ----------------- |
| Steve McQueen  | Thomas Crown      |
| Faye Dunaway   | Vicki Anderson    |
| Paul Burke     | Eddy Malone       |
| Jack Weston    | Erwin             |
| Biff McGuire   | Sandy             |
| Addison Powell | Abe               |
| Astrid Heeren  | Gwen              |
| Gordon Pinsent | Jamie             |
| Yaphet Kotto   | Carl              |
| Sidney Armus   | Arnie             |
| Richard Bull   | Bewaker           |
| Peg Shirley    | Honey             |
| Patrick Horgan | Danny             |
| Carol Corbett  | Juffrouw Sullivan |
| Tom Rosqui     | Privédetective    |